# Filippo Vitale

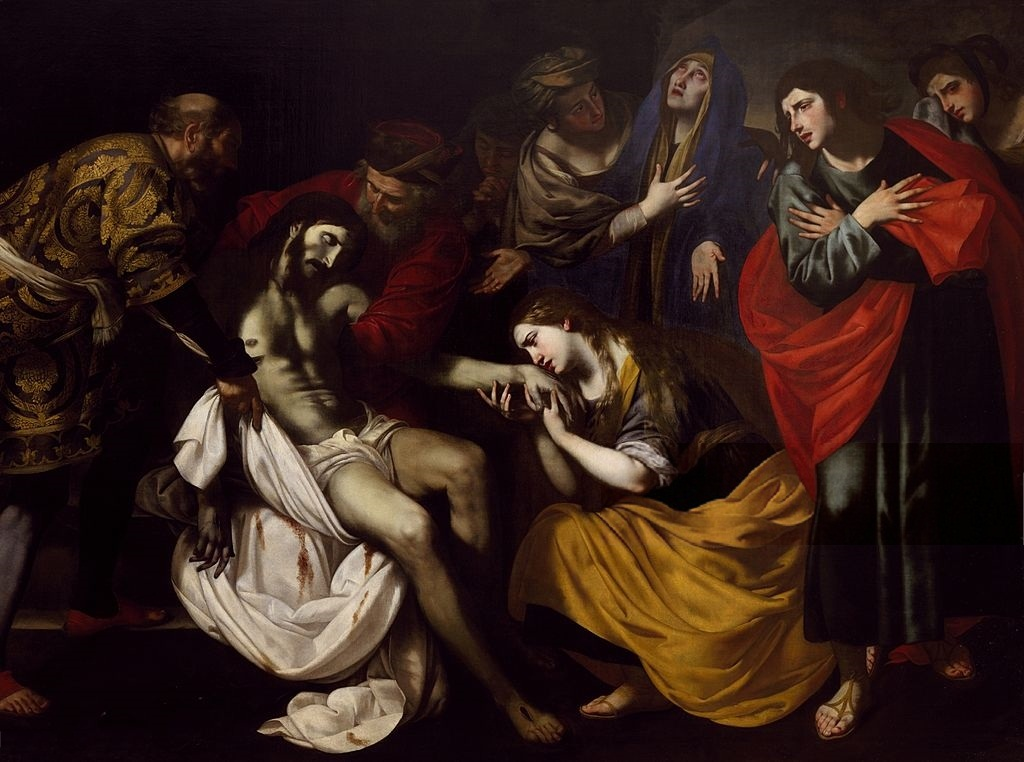
Filippo Vitale: Beweinung Christi (Pietà), ca. 1630 (signiert), 204 × 278 cm, Öl auf Leinwand, Santa Maria Regina Coeli, Neapel

Filippo Vitale (* 1589 oder 1590 in Neapel; † 18. März 1650 ebenda) war ein italienischer Maler des Frühbarock, der zur neapolitanischen Schule gehört.

## Leben und Werk

### Jugend und Frühwerk
Er war ein Sohn von Marino Vitale und Laudonia Di Carlo. Sein genaues Geburtsdatum ist bisher nicht bekannt, aber er wurde wahrscheinlich in der neapolitanischen Gemeinde von San Giorgio Maggiore getauft. Der Vater Marino arbeitete als Vergolder in der Strada di Monteoliveto, wo auch der Maler Carlo Sellitto seine Werkstatt hatte.

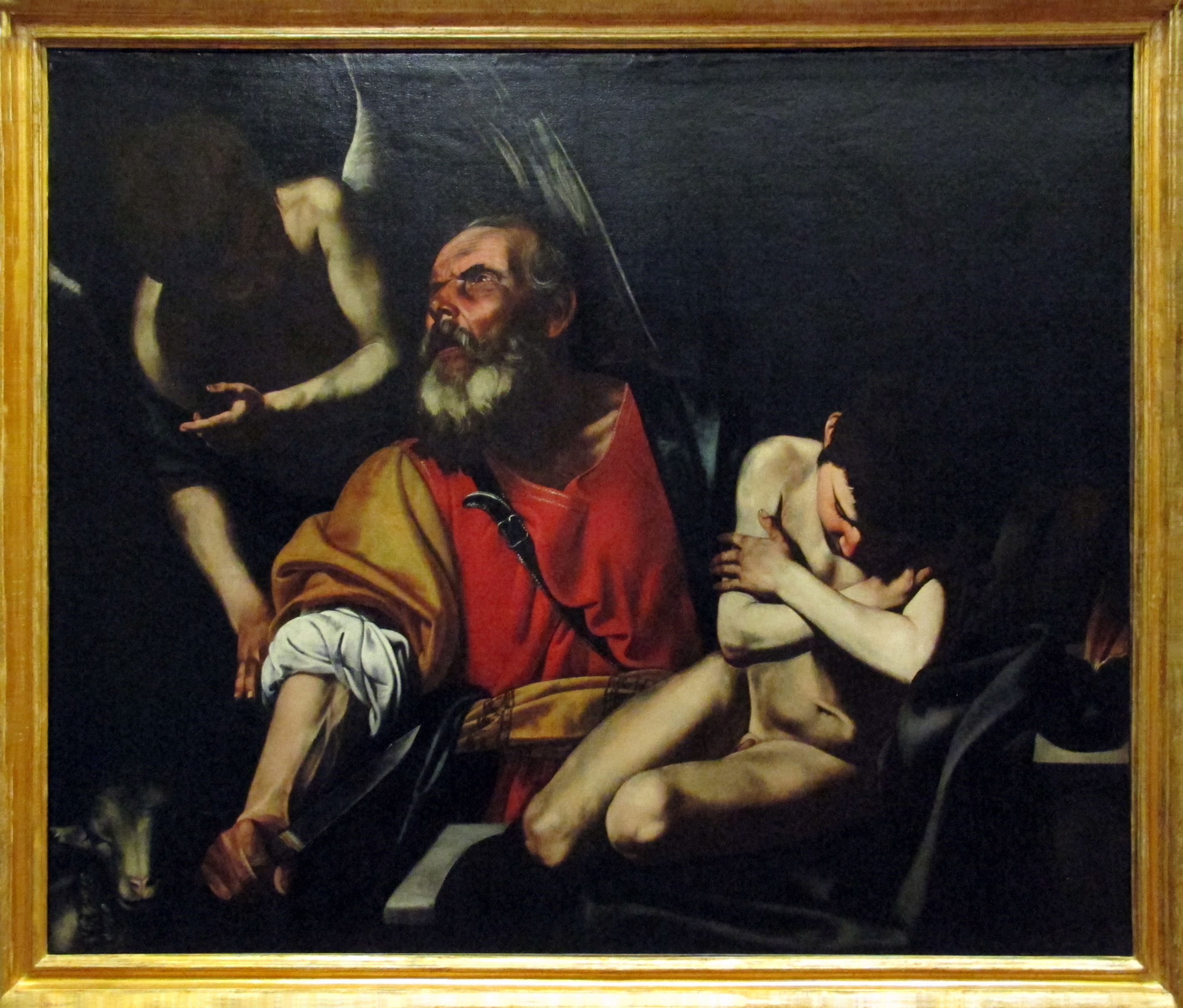
Das Opfer des Isaak (ca. 1615–20), 130 × 200 cm, Öl auf Leinwand, Museo di Capodimonte, Neapel

Filippo Vitale lernte sein Malerhandwerk wie Sellitto in der Werkstatt des flämischen Malers Louis Croys und kannte wahrscheinlich auch Louis Finson und andere nordeuropäische Künstler. Nach dem frühzeitigen Tode von Carlo Sellitto am 2. Oktober 1614 kümmerte sich Filippo um den Verkauf von dessen Nachlass und vollendete die von seinem verstorbenen Freund begonnene Kreuzigung für die Kirche Santa Maria in Cosmedin a Portanova; dieses Bild wurde im März 1993 Opfer eines Diebstahls.
Am 1. Oktober 1612 heiratete Filippo in Santa Maria della Carità die Witwe des Malers Tommaso De Rosa († 1610), Caterina Di Mauro, und adoptierte deren fünf Kinder. Von diesen wurden zwei ebenfalls Maler, der als Pacecco De Rosa bekannte Giovan Francesco (* 1607), und Diana (* 1602), bekannt als Annella De Rosa; seine Adoptivtochter Maria Grazia (* 1605) heiratete später den aus Valencia stammenden Maler Juan Do.

Filippo und Caterina hatten darüber hinaus sechs gemeinsame Kinder, darunter Carlo Andrea (* 1613), dessen Taufpaten der bereits erwähnte Carlo Sellitto und Giovanna Grauso, die Mutter von Andrea Vaccaro, waren; ihre dritte Tochter Orsola Margherita (* 1620) heiratete 1639 Aniello Falcone.

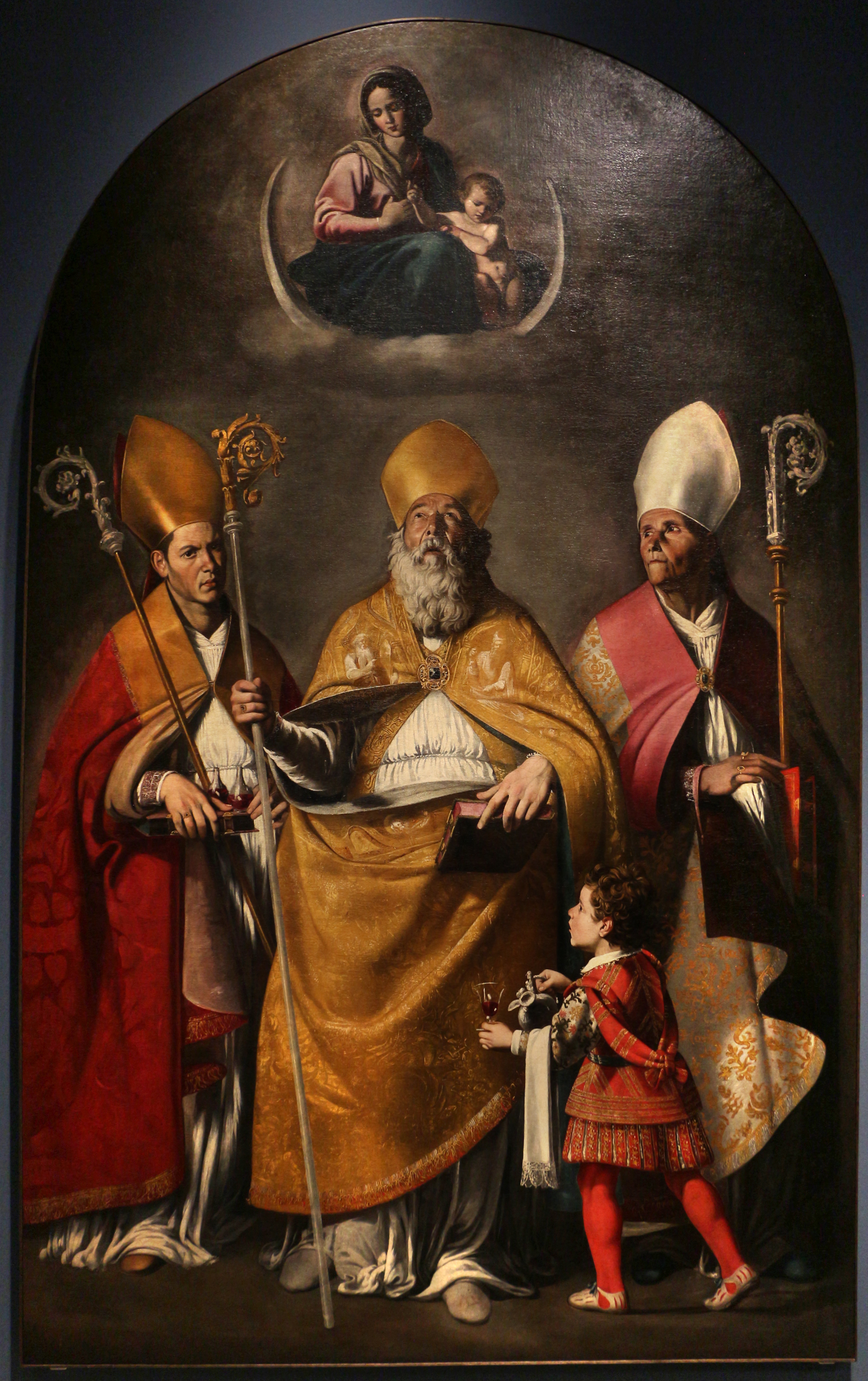
Madonna mit Kind und den Hl. Gennaro, Nikolaus von Bari und Severo (um 1618), 315 × 195 cm, Öl auf Leinwand, Museo di Capodimonte, Neapel

Seinen ersten eigenen Auftrag für ein Bild des Hl. Franziskus erhielt Filippo Vitale 1613 von Giovanni Di Napoli, dem Abt des Klosters Santa Maria di Monteoliveto, der später noch andere Bilder bei ihm bestellte. Zwischen 1617 und 1619 arbeitete Vitale für Giovan Battista Noris, Giovan Donato Correggio und Annibale Cortoni, die alle auch Kunden von Battistello Caracciolo und Sellitto waren.
Neben religiösen Themen malte Vitale auch Porträts.
Von Ende 1616 bis Mitte 1619 wirkte er neben Caracciolo und Giovan Vincenzo Forlì an der Dekoration der Annunziata von Capua mit und malte dabei die vier Deckengemälde: Anbetung der Hirten, die Circumcision, die Anbetung der Könige und Pfingsten. Diese wurden bedauerlicherweise 1943 durch Bombardierungen im Zweiten Weltkrieg beschädigt und in den 1960ern und 1970ern durch eine ungeschickte Restaurierung entstellt.
Im Auftrag von Cesare Carmignano malte Vitale 1618 die Madonna mit Kind und den Hl. Gennaro, Nikolaus von Bari und Severo für die Kirche San Nicolò alle Sacramentine (siehe Abb.). Das Bild befindet sich seit 1991 im Museo di Capodimonte und zeichnet sich durch einen offenbar durch Jusepe de Ribera beeinflussten eleganten Naturalismus aus. Es gefiel dem Auftraggeber so gut, dass er im Folgejahr auch eine nicht erhaltene oder bekannte Madonna von Konstantinopel bei dem Maler bestellte.
Weitere bekannte Werke Vitales aus seiner frühen Schaffensphase sind der signierte Schutzengel in der Kirche der Pietà dei Turchini und eine Befreiung des hl. Petrus aus dem Kerker (Musée des Beaux-Arts, Nantes), welches inspiriert ist von Caracciolos 1615 entstandenem Bild im Pio Monte della Misericordia.

### Maestro dell’Emmaus Heim?

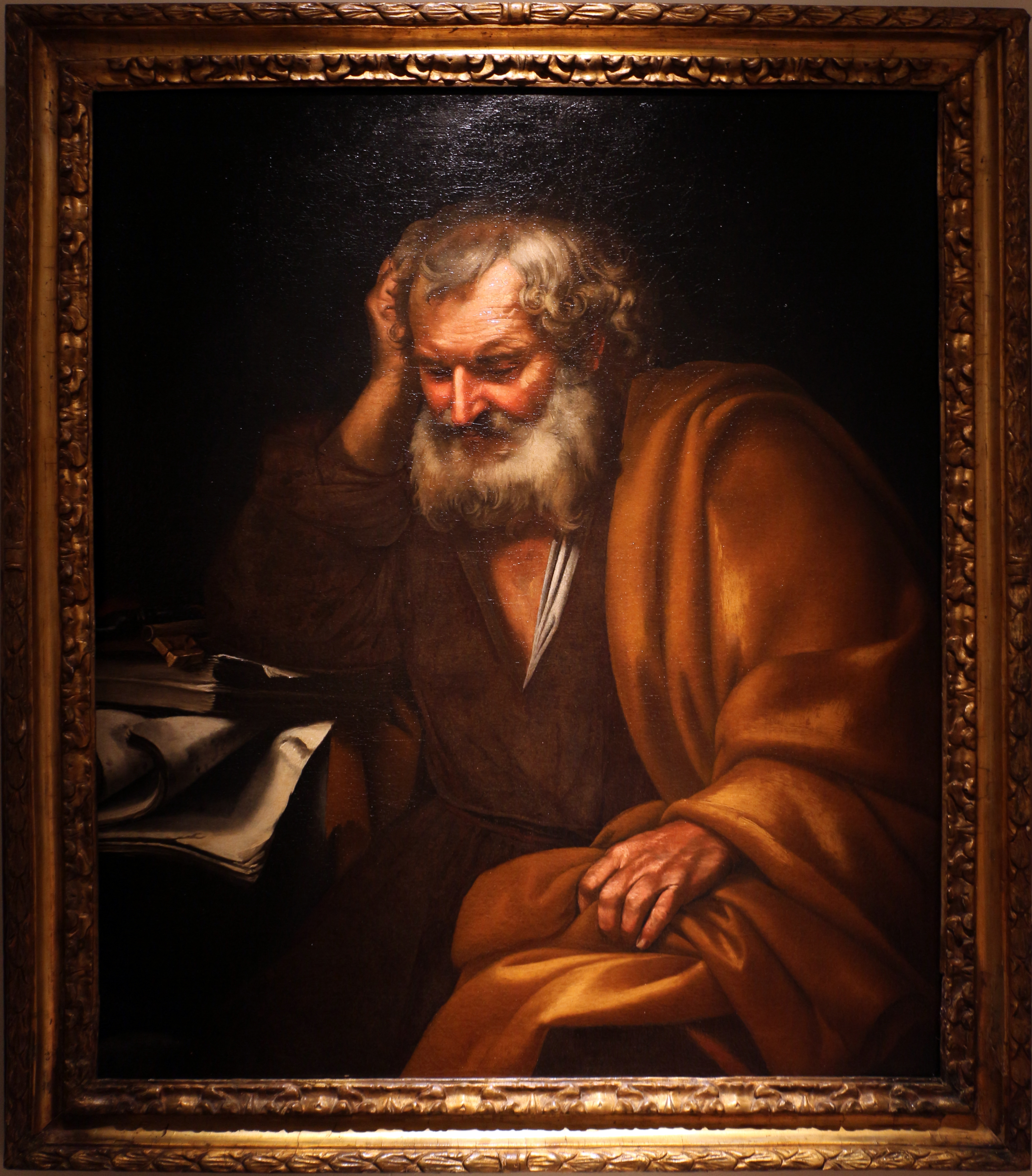
Die Reue des hl. Petrus, Privatsammlung

Etwa seit der Wende zum 21. Jahrhundert wird Filippo Vitale von mehreren Autoren (Gianni Papi, 2008; Vincenzo Pacelli, 2008; Porzio, 2009a) mit dem anonymen sogenannten „Meister von Emmaus Heim“ (oder „Meister von Emmaus Pau“) in Verbindung gebracht. Dieser Künstler wurde nach einer Darstellung des Gastmahls in Emmaus benannt, die sich in der Galerie Heim in Paris befand, und später im Musée des Beaux-Arts in Pau. Der Stil der Malerei zeichnet sich durch einen unverkennbaren, archaisch anmutenden, kruden, „beinahe provozierenden“ Naturalismus in der Nachfolge Caravaggios aus und wird etwas auf die Jahre um 1620 datiert.
Demselben Künstler bzw. Filippo Vitale werden noch einige andere Werke zugeschrieben, wie ein Astronom (Musée Girodet, Montargis), ein Hl. Andreas vor dem Proconsul Aegeas (Fabio Massimo Megna, Rom), ein Martyrium des hl. Sebastian (Privatsammlung, Florenz), eine Gastmahl in Emmaus (Frascione, Florenz) und eine Verleugnung des hl. Petrus (Privatsammlung, Mailand).

### Spätwerk
Ab Ende der 1620er Jahre änderte Vitale seinen bis dahin naturalistischen Stil in eine elegantere, dekorativere und lieblichere Richtung, beeinflusst von den Neuerungen Massimo Stanziones und der in Neapel wirkenden Bologneser Maler Domenichino und Lanfranco. Mit seinem neuen Stil hatte er großen Erfolg, was teilweise zu einer Art Serienproduktion seiner Werkstatt führte. Eine nicht unerhebliche Rolle spielte dabei auch sein Stiefsohn Pacecco de Rosa, der Vitales Nachfolger in der Leitung der Werkstatt wurde. In den Werken dieser Phase lassen sich die Hände von Vitale und Pacecco nicht immer eindeutig auseinanderhalten.

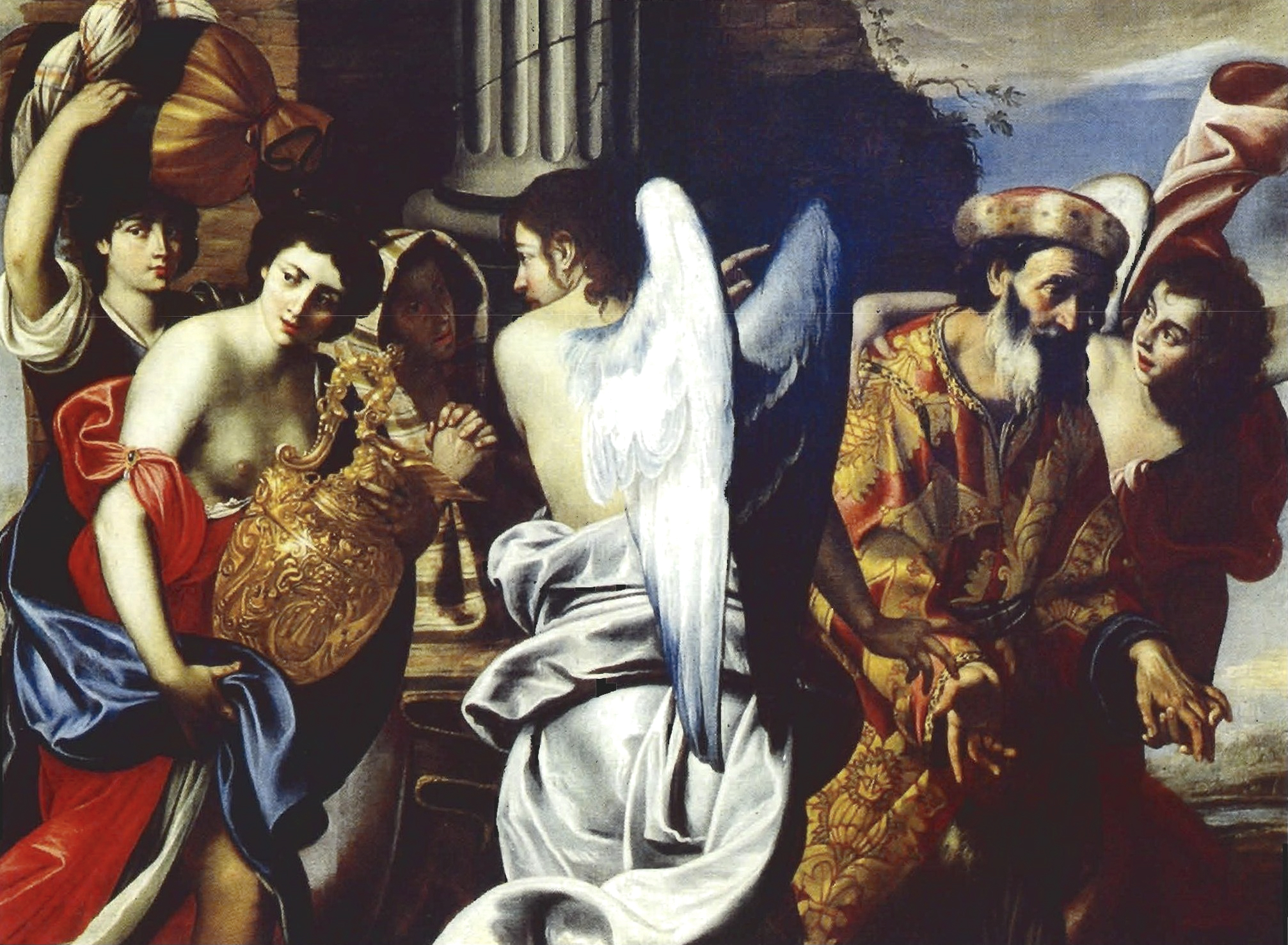
Flucht des Lot aus Sodom, 1650, Privatsammlung

Wichtige Beispiele sind unter anderem die von Vitale signierte Beweinung Christi im Kloster Santa Maria Regina Coeli (siehe Abb. ganz oben), sowie eine Madonna mit Kind und dem hl. Carlo Borromeo in San Domenico Maggiore, sowie mehrere schöne Versionen der Flucht des Loth aus Sodom (alle in Privatsammlungen).
Filippo Vitale starb am 18. März 1650. Über den Ort seines Grabes herrscht eine gewisse Verwirrung: Laut den Registern seiner Gemeinde San Giuseppe Maggiore wurde er im Friedhof des dazugehörigen Klosters beigesetzt, wie er es sich in seinem eigenen Testament gewünscht hatte; andererseits wurde laut Totenregister der Kirche San Giovanni Maggiore ein „Philippo Vitale, Ehemann von Catarina“ („…marito di Catarina“), am „Monte Calvario“ begraben.

## Werke (Auswahl)

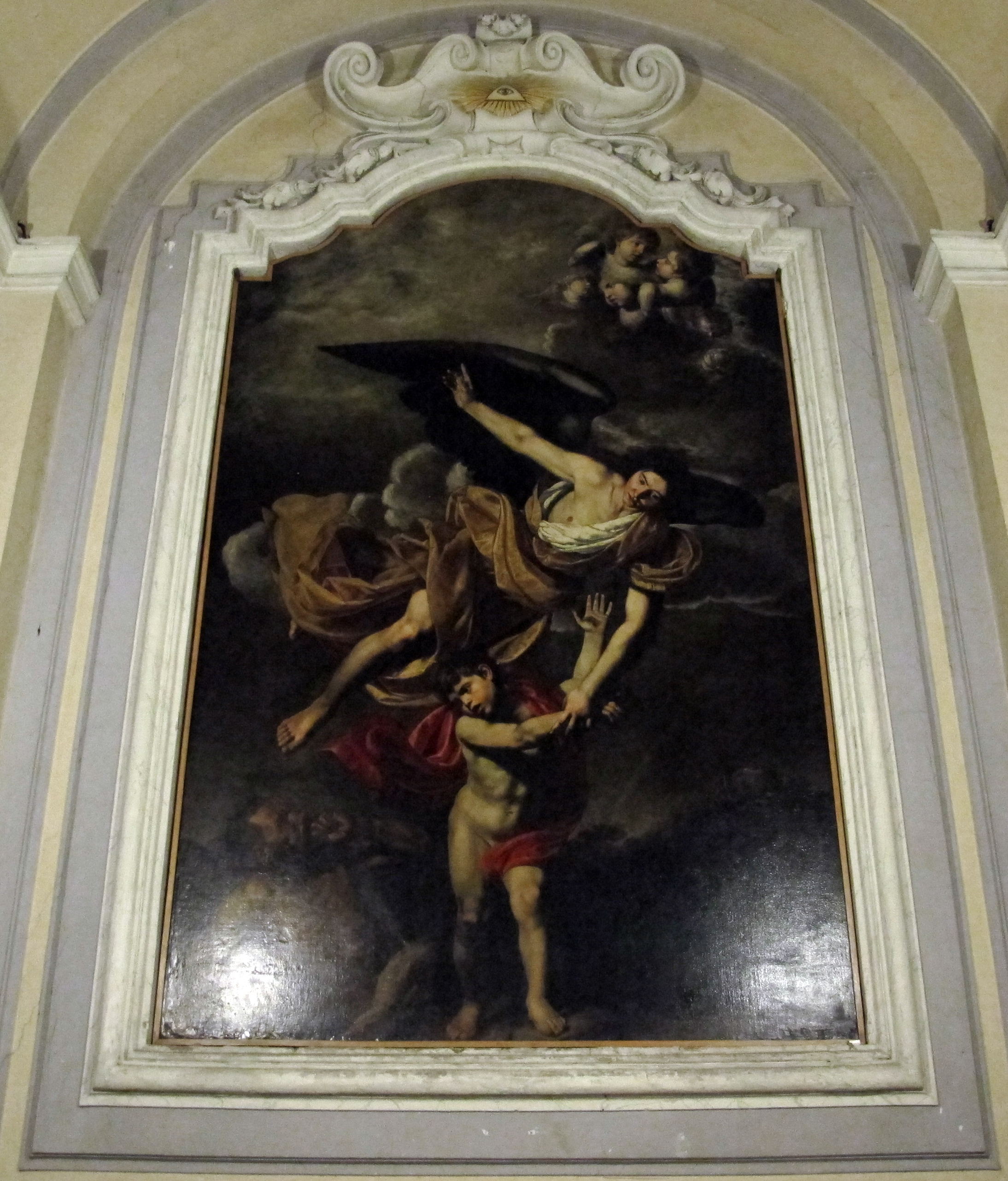
Schutzengel, Chiesa della Pietà dei Turchini, Neapel

- vier Deckengemälde: Anbetung der Hirten, die Circumcision, die Anbetung der Könige und Pfingsten, 1616–1619, Annunziata von Capua (im 2. Weltkrieg ruiniert und unbefriedigend restauriert)
- Madonna mit Kind und den Hl. Gennaro, Nikolaus von Bari und Severo, 1618, (eigentl.: Kirche San Nicolò alle Sacramentine) im Depot im Museo di Capodimonte, Neapel
- Schutzengel (signiert), Kirche der Pietà dei Turchini, Neapel
- Befreiung des hl. Petrus aus dem Kerker, Musée des Beaux-Arts, Nantes
- Beweinung Christi (signiert), ca. nach 1630, Kloster von Santa Maria Regina Coeli, Neapel
- Madonna mit Kind und dem hl. Carlo Borromeo, San Domenico Maggiore, Neapel
- Ruhe auf der Flucht nach Ägypten, Pinacoteca D’Errico a Palazzo S. Gervasio, Potenza
- Judith und Holofernes, Sammlung Maurizio Nobile, Paris
- Martyrium der hl. Ursula, Madrid
- Flucht des Loth aus Sodom, mehrere Versionen in Privatsammlungen

Zugeschrieben (als „Maestro dell‘Emmaus Heim bzw. Pau“):
- Gastmahl in Emmaus, um 1620, Musée des Beaux-Arts, Pau
- Astronom, um 1620, Musée Girodet, Montargis
- Hl. Andreas vor dem Proconsul Aegeas, um 1620, Fabio Massimo Megna, Rom
- Martyrium des hl. Sebastian, um 1620, Privatsammlung, Florenz
- Gastmahl in Emmaus, um 1620, Frascione, Florenz
- Verleugnung des hl. Petrus, um 1620, Privatsammlung, Mailand
- Martyrium des hl. Biagio, um 1620, Tweed Museum of Art, Duluth (Minnesota)
- Gastmahl in Emmaus, um 1620, Leegenhoek, Paris